# La Labor II
La Labor II är en ort i Mexiko.   Den ligger i kommunen San Felipe Orizatlán och delstaten Hidalgo, i den sydöstra delen av landet, 220 km norr om huvudstaden Mexico City. La Labor II ligger 89 meter över havet och antalet invånare är 110.
Terrängen runt La Labor II är platt. Runt La Labor II är det ganska tätbefolkat, med 86 invånare per kvadratkilometer. Närmaste större samhälle är Tampacan, 19,2 km väster om La Labor II. Omgivningarna runt La Labor II är en mosaik av jordbruksmark och naturlig växtlighet.